# Aeropuerto Internacional Robert L. Bradshaw
El Aeropuerto Internacional Robert L. Bradshaw (en inglés: Robert L. Bradshaw International Airport) es un aeropuerto internacional situado al noreste de Basseterre, en la isla de San Cristóbal , al servicio de la nación caribeña de San Cristóbal y Nieves. Fue nombrado así en honor del primer ministro de San Cristóbal y Nieves - Anguila (como se llamaba entonces ), Robert Llewellyn Bradshaw .
Fue completamente renovado de forma importante en diciembre de 2006. El proyecto de 17 millones de dólares estadounidenses fue financiado por préstamos del Banco Nacional de St. Kitts-Nevis-Anguilla y Taiwán, incluye la expansión de la plataforma de estacionamiento de aeronaves para acomodar seis aviones de fuselaje ancho, al mismo tiempo, y la repavimentación completa de la pista de 2439 m ( 8.002 pies). La construcción se inició a finales de 2004. El aeropuerto tiene capacidad para aviones comerciales Jumbo y  vuelos de jet sin escalas a Canadá y Estados Unidos, así como para numerosos vuelos en la región desde del área del Caribe.

## Aerolíneas y destinos
| Ciudades por países       | Nombre del aeropuerto                         | Aerolíneas                          |              |              |              |
| Norteamérica              | Norteamérica                                  | Norteamérica                        | Norteamérica | Norteamérica | Norteamérica |
| ------------------------- | --------------------------------------------- | ----------------------------------- | ------------ | ------------ | ------------ |
| Canadá                    |                                               |                                     |              |              |              |
| Toronto                   | Aeropuerto Internacional Toronto Pearson      | Air Canada (estacional)             |              |              |              |
| Estados Unidos            |                                               |                                     |              |              |              |
| Atlanta                   | Aeropuerto Internacional Hartsfield-Jackson   | Delta Air Lines                     |              |              |              |
| Miami                     | Aeropuerto Internacional de Miami             | American Airlines                   |              |              |              |
| Newark                    | Aeropuerto Internacional Libertad de Newark   | United Airlines                     |              |              |              |
| Nueva York                | Aeropuerto Internacional John F. Kennedy      | American Airlines / JetBlue Airways |              |              |              |
| El Caribe                 |                                               |                                     |              |              |              |
| Antigua y Barbuda         |                                               |                                     |              |              |              |
| Saint John                | Aeropuerto Internacional V. C. Bird           | LIAT / British Airways              |              |              |              |
| Barbados                  |                                               |                                     |              |              |              |
| Christ Church             | Aeropuerto Internacional Grantley Adams       | LIAT                                |              |              |              |
| Islas Vírgenes Británicas |                                               |                                     |              |              |              |
| Isla Beef                 | Aeropuerto Internacional Terrance B. Lettsome | VI Airlink                          |              |              |              |
| Puerto Rico               |                                               |                                     |              |              |              |
| San Juan                  | Aeropuerto Internacional Luis Muñoz Marin     | Silver Airways                      |              |              |              |
| San Martín                |                                               |                                     |              |              |              |
| Sint Maarten              | Aeropuerto Internacional Princesa Juliana     | LIAT / Winair                       |              |              |              |
| Europa                    |                                               |                                     |              |              |              |
| Reino Unido               |                                               |                                     |              |              |              |
| Londres                   | Aeropuerto de Londres-Gatwick                 | British Airways                     |              |              |              |